# Vakhch
Le Vakhch (en tadjik et en russe : Вахш), également appelé Surkhob (au Tadjikistan septentrional) et la partie en amont Kyzyl-Sou (au Kirghizistan), est une importante rivière d'Asie centrale qui arrose le Kirghizistan et le Tadjikistan. C'est un affluent de l'Amou Daria.

## Géographie
La rivière naît dans la vallée de l'Alaï, au Kirghizistan, et coule vers l'ouest sur quelque 262 km. Elle parcourt ensuite 524 km en direction sud-ouest, sur le territoire du Tadjikistan, avant de se joindre au Piandj pour former l'Amou Daria à la frontière entre le Tadjikistan et l'Afghanistan.  
Le Vakhch traverse un territoire extrêmement montagneux, ce qui l'oblige à franchir de nombreuses gorges. C'est en fait un énorme torrent, un des plus imposants de la planète. Quoique la rivière soit assez longue, son bassin versant très étroit se réduit à quelque 39 100 km2, dont 31 200 sur le territoire du Tadjikistan.  

## Affluents
Les plus importants affluents du Vakhch sont :
- le Mouksou ;
- l'Obihingou.

Le Vakhch proprement dit débute au confluent de l'Obihingou et du Surkhob.

## Les barrages
Le potentiel hydroélectrique du Vakhch est fort important. Il a d'abord été exploité par l'Union soviétique ; il l'est actuellement par son successeur le Tadjikistan. En 2009, il y a cinq barrages avec usine en activité sur la portion tadjike du cours d'eau, le dernier réalisé est le barrage de Nourek. Ces cinq barrages assurent pas moins de 90 % de l'alimentation du Tadjikistan en énergie électrique.  
Quatre nouveaux barrages sont en construction ou en projet, dont l'énorme barrage de Rogoun, en construction en 2018, qui dépassera en hauteur celui de Nourek, champion mondial en 2007. Le barrage de Rogoun devrait atteindre 335 m de haut et créer une retenue de 11,6 km3. Sa production devrait atteindre annuellement 13 milliards de kilowattheures. Sa construction, commencée en 1976, fut interrompue par la dislocation de l'Union soviétique. En février 2007, la Russie a annoncé un partenariat avec le Tadjikistan afin de le terminer.
Ces centrales hydroélectriques font du Tadjikistan le plus grand producteur d'énergie hydroélectrique au monde par tête d'habitant.

## Régime
Le régime du Vakhch est franchement de type nivo-glaciaire avec crues d'été, c’est-à-dire de juin à août, avec un maximum en juillet.
La rivière est en effet essentiellement alimentée par la fonte des glaciers et des neiges. 
Quant à l'étiage, il a lieu en hiver, de décembre à mars, avec un minimum en février.

### Hydrométrie - Les débits à Tutkaoul
Le débit du Vakhch a été observé pendant 36 ans (1932-1967) à Tutkaoul, localité de la province de Khatlon située à 304 kilomètres de son confluent avec l'Amou Daria. 
À Tutkaoul, le débit inter annuel moyen ou module observé sur cette période était de 639 m3/s pour un bassin versant de 31 137 km2.
La lame d'eau écoulée dans cette partie du bassin versant, de loin la plus importante, atteint ainsi le chiffre élevé de 647 millimètres  par an.

## Navigabilité
Le Vakhch est navigable sur plus ou moins 200 kilomètres en territoire tadjik. C'est la seule voie navigable du Tadjikistan.